# Paderborn Center for Parallel Computing
Das Paderborn Center for Parallel Computing (PC²) ist ein fachübergreifendes Forschungsinstitut an der Universität Paderborn.
Am Institut werden Themen der Informatik, insbesondere aus dem Bereich des verteilten und parallelen Rechnens  und des wissenschaftlichen Rechnens bearbeitet.
Als Nationales Hochleistungsrechenzentrum im NHR-Verbund betreibt das PC² Hochleistungsrechner zur überregionalen und bundesweiten Versorgung und unterstützt die Anwender mit technischem Support und Fachberatung bei der effizienten Nutzung der Rechnersysteme. Darüber hinaus betreibt das PC² auch HPC-Systeme der Ebene 3 zur lokalen Versorgung. Das aktuelle HPC System Noctua wurde im September 2018 in Betrieb genommen. Noctua ist ein Cray CS-500 Cluster System mit 10.880 Intel Xeon Prozessorkernen der Skylake Generation. Eine Besonderheit des Rechnersystems ist die Installation von 32 FPGA-Beschleunigerkarten mit Intel Stratix-10 FPGAs. Dadurch war das System zum Installationszeitpunkt eines der weltweit leistungsfähigsten HPC Produktiv-Systemen mit FPGAs.

## Geschichte
Im Juli 1986 wurde an der Universität Paderborn das erste Transputersystem installiert. Im April 1991 wurde das Institut gegründet.
Im Mai 1991 folgte mit dem Parsytec SuperCluster SC-320 die Inbetriebnahme eines neuen Transputersystems. Es war das damals weltweit größte frei konfigurierbare System.
Im Januar 1992 wurde Burkhard Monien, Vorsitzender des Instituts, mit dem Leibnizpreis ausgezeichnet.
Im August 1992 wurde die NRW-Initiative „Parallele Datenverarbeitung“ e.V. gegründet.
Im September 1992 wurde der Parsytec GCel-1024 in Betrieb genommen. Es war das damals größte Multitransputersystem in Europa mit 1024 Knoten und 4 GByte Arbeitsspeicher. Es erreichte die Rangnummer 259 in der TOP500-Liste und Platz 22 in Deutschland.
Im Mai 1993 wurde ein 2-Mbit/s-Weitverkehrsnnetz installiert. Im gleichen Monat wurden die Rechnerkapazitäten des Instituts für die Umstellung von ca. 5 Millionen Postleitzahlen für das Kreditkarteninstitut Eurocard zur Verfügung gestellt.
Im September 1994 wurde das System Parsytec GC/PowerPlus installiert, und im Mai 1995 wurden die Rechnerkapazitäten des Parsytec GC/PowerPlus auf 192 Prozessoren (7,9 GFlop/s, Rang 117 der TOP500; Rang 6 in Deutschland) aufgestockt. Im Juli 1995 begann der DFG Sonderforschungsbereich 376 „Massive Parallelität“: Algorithmen, Entwurfsmethoden und Anwendungen. Im Juni 1996 erfolgte die Installation des Parsytec CC-48 System mit 12,76 GFlop/s peak performance, 3 Gbyte Arbeitsspeicher und 1 GBit/s Bandbreite.
Weiter ging es im Dezember 1996 mit dem Aufbau eines heterogenen SCI-Clusters mit 20 Pentium-Pro-Prozessoren und einem Linux-Betriebssystem.
Im April 1997 erfolgte die Anbindung an ein 34Mbit/s-Weitverkehrsnnetz.
Im Januar 1998 wurde ein großer SCI-Cluster mit 64 Pentium-II-Prozessoren und 8 Gbyte Arbeitsspeicher installiert, der eine peak performance vom 19,2 GFlop/s erreichte.
Als weiteres großes System kam im November 1998 die hpcLine mit 192 Pentium II-Prozessoren, 48 Gbyte Arbeitsspeicher und einer peak performance von 86,4 GFlop/s. Kurz darauf startete das PC2 verschiedene Kooperationen wie z. B. mit der Hilti AG in Liechtenstein und Fujitsu Siemens.
Im November 2000 wurde zusammen mit der Fujitsu Siemens ein neues IA-64-System getestet. Die hpcLine wird im Februar 2001 auf 850 MHz-Prozessoren aufgerüstet.
Weitere Neuinstallationen:
- November 2002: Ein Infiniband-Cluster mit 8 Itanium2-Prozessoren, 48 Gbyte Arbeitsspeicher und einer peak performance von 32 GFlop/s

- April 2003: Ein AMD-Opteron-Cluster mit 8 Opteron-Prozessoren mit jeweils 14 GByte Arbeitsspeicher und 22 GFlop/s peak performance

- August 2003: Ein Myrinet-Cluster mit 8 Xeon-Prozessoren und 4 FPGA-Karten, die für Computer-Schach bestimmt waren
- September 2003: Ein Infiniband-Cluster mit 64 Itanium2-Prozessoren und 128 Gbyte Arbeitsspeicher. Er erreichte eine peak performance von 332GFlop/s.

Im Oktober 2004 verabschiedete sich das Institut von dem Parsytec GigaCluster GCel. Dieser wurde in das Heinz Nixdorf MuseumsForum gebracht. Da jetzt wieder Platz geschaffen war, konnte im Mai 2005 der neue HpcLine Arminius Cluster mit mehr als 400 Intel-Xeon- und AMD-Prozessoren und einer High-Performance-Visualisierung installiert werden. Im Juni 2005 erfolgte dann die Einführung des neuen Arminius Clusters, der es auf Platz 213 in der TOP500-Liste schaffte. Als Besonderheit wurden die Rechenkerne direkt mit Wasser gekühlt.
Seit März 2013 wird der OCuLUS (Owl CLUSter) mit 9600 Rechenkernen zur Versorgung der Hochschulen in Ostwestfalen (OWL) betrieben. Das System belegte zum Installationszeitpunkt Platz 173 in der TOP500-Liste der weltweit schnellsten Supercomputer und Platz 6 in Deutschland.
Mit dem Beschluss der Gemeinsamen Wissenschaftskonferenz (GWK) vom November 2020 wurde das PC2 gemeinsam mit 7 weiteren Zentren in den Verbund der Nationalen Hochleistungsrechnen (NHR) aufgenommen.

### Tagungen
- Juni 1992: Workshop/Tutorial und Parallelitätstag
- November 1992: International Heinz Nixdorf Symposium „Parallel Architectures and their Efficient Use“
- June 1996: PC2 User Workshop und Parallelitätstag
- August 2002: Die Euro-Par 2002 Konferenz findet im PC2 statt